# Бабу-ябгу
Бабу-ябгу (? — до 724) — 3-й ябгу Тохаристана в 661 — до 724 годах. В китайских источниках известен как Панту Нили. Часто путают с Тешем (Тише), афшином Чаганиана.

## Жизнеописание
Происходил из династии Ашина. Второй сын синсинван-кагана Ашина Мише-шада, который поставил Бабу новым ябгу Тохаристана. Вероятно, был достаточно молодым, поэтому руководство страной взяли атабеки. Гибель отца в 662 году способствовало восстанию зависимых княжеств. В 665 году его родственник Барха тегин стал независимым в Кабулистане и Сакастане. В 667 году арабы возобновили наступление на Согдиану и Тохаристан. К 672 году враг установил власть в Кухистане, Балхе, над княжеством Хуттал. Вероятно, в 680-х годах некоторое время опирался на помощь тибетского императора Дусрона.
Последующие сведения о деятельности Бабу-ябгу ограничены. В 705 году отправил своего брата Бугра-тегина (в китайских источниках известного как Пуло) к танскому императору Чжун-цзуну, где подтвердил зависимость от последнего. В том же году заключил военный союз с тюргешским каганом Ушликом.
Впрочем, в 711—712 годах потерпел ряд поражений. В 715 году значительная часть его владений была завоёвана Кутейбой ибн Муслимом. В результате вынужден был признать первенство Омейядского халифата. Однако в 718 году отправил брата Бугра-тегина посланником к танскому императору Сюань-цзуну, попросив помощь против арабов. Другое посольство было отправлено к тюргешскому кагану Сулуку. В 719 году Бабу-ябгу начал восстание в Согдиане и Тохаристане. При этом стал фактически независимым Тише (Теш), худат Чаганиана, вступившим в союз с Гуреком, ихшидом Согда.
Умер в 724 году. Ему наследовал сын или внук Кутлуг-Иль-Тарду, сведения о котором крайне ограничены. В 759 году арабы ликвидировали самостоятельность Тохаристана.